# Fozzie
Fozzie est un personnage du Muppet Show. C'est un ours qui fait toujours des blagues et porte un chapeau.